# 오오사와 아카네
오오사와 아카네(일본어: 大沢 あかね, 1985년 8월 16일 ~ )는 일본의 여성 탤런트이다. 결혼 후의 이름은 카와시마 아카네(川島茜)이다. 오사카부 히가시오사카시 출신이며 남편은 연예인 게키단 히토리이다.
외조부는 전 프로 야구 선수이자, 닛폰햄 파이터스(현 홋카이도 닛폰햄 파이터스) 감독 및 구단 상무를 역임했던 오사와 케이지. 마찬가지로 전 프로 야구 선수인 오사와 키요시와 오사와 키미오는 외종조부이다. 때문에 오사와라는 성은 예명이다.

## 인물
3세 때 아역 모델로 활동하며 연예계 데뷔. 워낙 어렸을 때부터 방송 일을 시작해 또래 연예인들 보다 경력이 길다.
2001년 이후, 갓켄홀딩스에서 발행한 잡지(2004년 5월까지 '피치레몬', 이후 'Fapri')의 전속 모델로 활동했으며, 2010년 현재는 모델 활동을 일절 하지 않고 있다.
2009년 2월 4일, 자서전 '엄마 하나, 딸(자식) 하나'를 출판. 같은 달 16일 게키단 히토리와의 결혼을 발표, 이튿날 17일 함께 혼인신고서를 제출했다.
2010년 3월 2일 임신 발표, 같은 해 9월 8일 첫째 딸을 출산했다.

## 에피소드
술친구로는 와카츠키 치나츠, KABA.짱, 하루나 아이 등. 야스다 미사코와 친하며 함께 출연할 때가 많지만 《춤추는! 산마저택》 등에서는 서로 불만을 토로하는 경우도 있다. 최근에는 야구치 마리와 사적인 만남이 잦다.
《안녕하세요(ごきげんよう)》에 출연했을 때, '닮았다는 말을 듣는 유명인'으로 카고 아이(전 모닝구무스메)를 언급하였다. 그 후 《전원 정답 당연한!퀴즈》에 카고 아이와 함께 출연했다.
메이크 업에 묻힌 실제 얼굴은 꽤 동안이다. 2007년 3월 28일 방송된 《퀴즈! 헥사곤II 초(超) 퀴즈 퍼레이드 3시간 스페셜》의 코너 '벨트 퀴즈! 타임 쇼크! 쇼크!'에서 수영장에 빠졌을 때 화장이 지워진 모습을 본 사회자 시마다 신스케에게 "너 애같구나"라는 말을 들었다.
성선임과 유닛 tomboy를 결성, 2007년 11월 14일에 쥬얼리의 노래를 번안한 싱글 "Superstar"를 발매하였다.

## 작품

### 싱글
- 여름날의 별(夏日星 나츠히호시[*])
  - 싱글, 애니메이션 《슈라의 조각》(修羅の刻 슈라노토키[*])

### 비디오·DVD
- 푸른 여름(蒼い夏 아오이나츠[*])

## 출연

### 영화
- 1998년 《사랑을 바라는 사람》
- 2003년 《카마치》
- 2005년 《너의 비밀, 나의 마음 -your secret&my heart-》
- 2008년 《개와 나의 10가지 약속》
- 2011년 《노래하며 놀자 -호빵맨과 숲 속의 보물-》

### 드라마
- 1989년 - 2001년 《신 부장형사 어반폴리스24》
- 2002년 《도레미솔라》 - 나카노 하루카 역
- 2003년 《테루테루가족》 - 카와카미 아츠코 역
- 2006년 《못난이의 눈동자를 사랑해》 - 오타 에리 역
- 2007년 《라이프》 - 시노자키 유코 역
- 2008년 《Tomorrow~태양은 다시 떠오른다~》제1화 - 야스다 료코 역

### V시네마
- 2005년 나니와긴유덴 미나미의 제왕 Vol.54 〈배상금의 행방〉

### 버라이어티
- 1999년 - 2000년 《천재 테레비군 와이드》 - TV 전사
- 2004년 《Run for money 도주중》
- 2006년 - 2007년 《EZ DO DANCE》
- 2007년 《캡틴☆도미노》
- 2008년 - 2009년 《테레아소비 파훠-!》
- 2009년 《비밀의 켄민SHOW》
- 2010년 《아이마이나!》
- 《Channel-a(TOKYO MX)》
- 《오하스타》
- 《개그코로스튜디오》
- 《비밀의 아라시짱!》

### CM
- 2003년 SUNTORY 〈C.C.레몬〉
  - 아이부 사키와 공동 출연
- 2004년 타지마야 식품
- 2005년 메이지제과 〈나의 레시피 발렌타인 편〉
  - 카호, 아라가키 유이와 공동 출연
- au by KDDI - au MNP 대만족 캠페인
  - 2006년 〈바꾸는 이유 "MY할(오사와 아카네)" 편〉
    - 나카마 유키에와 공동 출연

  - 2006년 〈단말 라인업 편〉
    - 하야미 모코미치, 카하라 토모미, 에이쿠라 나나, 이토 세이코와 공동 출연
- NTT docomo 호쿠리쿠
- 2009년 도쿄소방청 〈주택용 화재경보기〉

## 서적
- 2009년 엄마 하나, 딸(자식) 하나

### 잡지 연재
- 2001년 - 2004년 피치레몬
- 2004년 - 2005년 Fapri

## 참고 문헌
- 다카쿠라 후미키, 사자나미 도, 키타가와 아키히로, 마츠이 토시오, 야마시타 코이치, 와타나베 미즈오 《Jr.아이돌 PERFECT 명감》 TEA-TSU 출판. ISBN 4-88749-704-0